# كريستيان ليديسما
كريستيان دانييل ليديسما (بالإيطالية: Cristian Daniel Ledesma)‏ ، من مواليد 24 سبتمبر 1982 في بوينس آيرس في الأرجنتين، لاعب كرة قدم إيطالي.
بدأ مسيرته الكروية مع نادي ليتشي الإيطالي في عام 2001، ولعب معهم حتى عام 2006، وشارك معهم في 126 مباراة وسجل 4 أهداف، ومنذ عام 2006 وهو يلعب مع نادي لاتسيو الإيطالي.

## روابط خارجية
- كريستيان ليديسما على موقع قاعدة بيانات كرة القدم.إي يو (الإنجليزية)
- كريستيان ليديسما على موقع ناشيونال فوتبول تيمز (الإنجليزية)
- كريستيان ليديسما على موقع Soccerway.com (الإنجليزية)
- كريستيان ليديسما على موقع عالم كرة القدم.نت (الإنجليزية)
- كريستيان ليديسما على موقع كووورة
- كريستيان ليديسما على موقع AS.com (الإسبانية)